# Serica rubescens
Serica rubescens är en skalbaggsart som beskrevs av Gilbert John Arrow 1916. Serica rubescens ingår i släktet Serica och familjen Melolonthidae. Inga underarter finns listade i Catalogue of Life.